# Sievekingia peruviana
Sievekingia peruviana là một loài thực vật có hoa trong họ Lan. Loài này được Rolfe ex C.Schweinf. miêu tả khoa học đầu tiên năm 1943.